# Cetshwayo
Cetshwayo kaMpande (c. 1826-8 de febrero de 1884) fue el rey del pueblo zulú desde 1872 hasta 1879, así como su líder en la guerra anglo-zulú. Su nombre también puede ser transliterado como Cetawayo, Cetewayo, Cetywajo y Ketchwayo.

## Biografía
Cetshwayo nació en el seno de la familia real zulú. Su padre, Mpande, fue su predecesor, y su tío Shaka también fue rey. Su madre fue la reina Ngqumbazi. En 1856 derrotó y mató en una batalla a su hermano menor Mbulazi (o Mbuyazi), hasta ese momento el favorito de su padre para la sucesión.  Cetshwayo ascendió al trono cuando su progenitor falleció en 1873.
En 1879 los británicos bajo el mando de Frederic Thesiger, Lord Chelmsford, invadieron Zululandia y, aunque pudo hacerles frente por un tiempo, fue derrotado en el mismo año en la batalla de Ulundi y hecho prisionero. Su captura también fue el fin de su reinado.
Una vez prisionero se le envió al exilio. Más tarde se le permitió viajar a Londres y conocer a la reina Victoria I del Reino Unido , quien le permitió regresar a Sudáfrica para gobernar una parte de su antiguo reino en 1883, aunque no le permitieron tener un ejército y además tenía que ceder parte de su territorio a otro zulú. Eso llevó a enfrentamientos con él, por lo que tuvo que retirarse a Eshowe con su hijo Dinizulu, donde murió el año siguiente.
Su hijo Dinizulu, también heredero al trono de su padre, se proclamó luego rey el 20 de mayo de 1884 con apoyo de mercenarios bóeres.